# Marià Fortuny i Portell
Marià Fortuny i Portell (Barcelona, 25 de juny de 1855 - 9 de gener de 1918) va ser un polític carlí, propietari i advocat de prestigi català.
Era fill de l'advocat granollerí Josep Oriol Fortuny i Font i de la barcelonina Teresa Portell de Bahí. Durant la tercera guerra carlina va pertànyer al cos jurídic en l'Exèrcit carlista de Catalunya i va dirigir el Boletín Oficial del Principado de Cataluña.
Fou advocat del Col·legi de Barcelona i del Jutjat de Granollers. Pertanyia també a l'Associació de Propietaris Rurals del Vallès com a propietari de la finca agrícola de Can Roger (el Molí de les Canyes) de Canovelles i de diversos terrenys a Granollers, on l'any 1901 va participar en la fundació de la Cambra Agrícola Oficial del Vallès. Tot i que l'organització era de caràcter apolític, com a carlí va tindre alguna controvèrsia amb els catalanistes, però uns i altres coincidien en atacar el «despótich centralisme» del sistema tributari.
En les eleccions generals de 1891 i 1893 va ser candidat tradicionalista pel districte de Castellterçol, sense èxit. Presentaria novament la seva candidatura a diputat en la convocatòria de 1903 en la llista carlina de Barcelona encapçalada per Juan Vázquez de Mella, la qual no va aconseguir la victòria davant els republicans i els regionalistes catalans, tot i la intensa campanya electoral.
En un banquet dels carlins catalans el dia de Sant Carles de 1895, al qual van assistir-hi un miler de persones, va pronunciar un discurs, que va finalitzar brindant per l'Exèrcit i per «Cuba espanyola». En una conferència pronunciada el 1896 dedicada a la memòria del general Joan Castells, va arribar a afirmar que el partit carlista havia sigut «el poble escollit per Déu».
Va fundar la Biblioteca Popular Carlista (1895-1897), que va dirigir juntament amb Joan Baptista Falcó.
Com a president de la Junta Provincial carlista de Barcelona, el 1907 va plantejar amb els altres caps provincials del partit la separació del carlisme de la coalició Solidaritat Catalana. No obstant això, aquesta separació no es va produir a causa de la negativa del cap regional, Erasme de Janer.
En les eleccions de 1910 va ser un dels cinc candidats per Barcelona de la Coalició de Dretes. En la seva intervenció en el míting principal de la campanya, va justificar el pacte dretà argumentant que «la unió era necessària i urgent, i encara que no ens en donés el triomf material dels vots, ens donaria la base ferma d'una futura acció amplíssima».
L'any 1914 va escriure La crisis del tradicionalismo y el programa mínimo, demanant que els mauristes s'integressin a la Comunió Tradicionalista. Aquesta obra tractava de rebatre un fulletó publicat per Salvador Minguijón, que propugnava l'acostament dels jaumistes als catòlics independents amb la finalitat de fer evolucionar el règim liberal, aparcant el plet dinàstic.
Es va casar amb la terrassenca Dolors Blanch Benet, amb qui va tenir tres filles: Mercè, Teresa i Blanca Fortuny Blanch. Un dels seus nets, Pere Ribas Fortuny, va ser un ric propietari de Terrassa i va estar captiu a Barcelona durant la Guerra Civil espanyola.

## Obres
- La crisis del tradicionalismo y el programa mínimo. Observaciones sobre un folleto minimista (1914)